# Jan Białk
Jan Białk (ur. 4 września 1969 w Pucku) – polski lekkoatleta, długodystansowiec.
Dzieciństwo spędził w Krokowej, obecnie mieszka w Wejherowie. 

## Osiągnięcia
Maratończyk, uprawiający również biegi uliczne. Posiada najwyższą klasę sportową: mistrzowską międzynarodową. W 2006 wygrał Poznań Maraton.
Dziesięciokrotny mistrz Polski (złoty medal na 5000 metrów, cztery tytuły na 10 000 metrów, cztery złota w półmaratonie oraz zwycięstwo w biegu maratońskim).

## Rekordy życiowe
- bieg na 10 000 metrów – 28:33,63 s. (20 czerwca 1997, Bydgoszcz) – 18. wynik w historii polskiej lekkoatletyki[3]